# Казевел (Сантарен)
Казевел (порт. Casével) — район (фрегезия) в Португалии, входит в округ Сантарен. Является составной частью муниципалитета Сантарен. Входит в экономико-статистический субрегион Лезирия-ду-Тежу, который входит в Рибатежу. Занимает площадь 33,24 км². Достопримечательности: Церковь святой Марии, покровительницы района, дворец Кинта де Д. Родриго (в руинах). На территории района преобладает климат средиземноморского типа.

## Демография
Население составляет 864 человека на 2011 год. 
| Численность населения по годам | Численность населения по годам | Численность населения по годам | Численность населения по годам | Численность населения по годам | Численность населения по годам | Численность населения по годам | Численность населения по годам | Численность населения по годам | Численность населения по годам | Численность населения по годам | Численность населения по годам | Численность населения по годам | Численность населения по годам | Численность населения по годам |
| ------------------------------ | ------------------------------ | ------------------------------ | ------------------------------ | ------------------------------ | ------------------------------ | ------------------------------ | ------------------------------ | ------------------------------ | ------------------------------ | ------------------------------ | ------------------------------ | ------------------------------ | ------------------------------ | ------------------------------ |
| 1864                           | 1878                           | 1890                           | 1900                           | 1911                           | 1920                           | 1930                           | 1940                           | 1950                           | 1960                           | 1970                           | 1981                           | 1991                           | 2001                           | 2011                           |
| 731                            | 1 047                          | 1 075                          | 1 257                          | 1 514                          | 1 746                          | 1 980                          | 2 064                          | 2 128                          | 1 999                          | 1 423                          | 1 291                          | 1 192                          | 1 034                          | 864                            |

## Экономика
Социально-экономическая структура фрегезии, в основном. базируется на сельском хозяйстве, виноделии и животноводстве (разведение домашнего скота).Численность населения, занятого сельским хозяйством составляет около 300 человек. 
Промышленный дефицит связан отчасти сотсутствием стабильной дорожной сети.